# Bulbophyllum apiculatum
Bulbophyllum apiculatum är en orkidéart som beskrevs av Rudolf Schlechter. Bulbophyllum apiculatum ingår i släktet Bulbophyllum och familjen orkidéer. Inga underarter finns listade i Catalogue of Life.